# Мусабецький сільський округ
Мусабе́цький сільський округ (каз. Мұсабек ауылдық округі, рос. Мусабекский сельский округ) — адміністративна одиниця у складі Коксуського району Жетисуської області Казахстану. Адміністративний центр — село Мусабек.
Населення — 1671 особа (2021; 1644 у 2009, 1743 у 1999, 2188 у 1989).
Станом на 1989 рік існувала Кизиларицька сільська рада (села Аккудук, Женіс, Кизиларик, селища Біже, Моюнкум).

## Склад
До складу округу входять такі населені пункти:
| Населений пункт           | Населення, осіб (1989) | Населення, осіб (1999) | Населення, осіб (2009) | Населення, осіб (2021) |
| ------------------------- | ---------------------- | ---------------------- | ---------------------- | ---------------------- |
| Аккудук, село             | 328                    | -                      | -                      | -                      |
| Бакша, станційне селище   | -                      | 47                     | 35                     | 29                     |
| Бижи, станційне селище    | 153                    | 140                    | 84                     | 97                     |
| Маулімбай, село           | 297                    | 348                    | 371                    | 400                    |
| Моїнкум, станційне селище | 35                     | 82                     | 52                     | 34                     |
| Мусабек, село             | 1375                   | 1126                   | 1102                   | 1111                   |